# Rand Miller
Pour les articles homonymes, voir Miller.
 (décembre 2013).
Si vous disposez d'ouvrages ou d'articles de référence ou si vous connaissez des sites web de qualité traitant du thème abordé ici, merci de compléter l'article en donnant les références utiles à sa vérifiabilité et en les liant à la section « Notes et références ».
 (décembre 2013).
Rand Miller (né le 17 janvier 1959) est le cofondateur du studio Cyan Productions (renommé depuis Cyan Worlds) avec son frère Robyn Miller. Ils sont devenus célèbres dans le microcosme des jeux vidéo à la suite du succès inattendu de leur jeu vidéo Myst, qui est resté numéro un des ventes durant les années 1990.
Toujours à la tête de Cyan, il est par contre moins impliqué dans l'écriture, la réalisation ou la programmation, mais se concentre maintenant sur la gestion des projets pris en charge par la compagnie. En parallèle, on le retrouve pour chaque épisode de la saga Myst dans le rôle phare d'Atrus, suites qui ne sont plus uniquement le fait de Cyan. Les suites sont Riven, Myst III: Exile et Myst IV: Revelation - cependant il continue de clamer qu'il déteste ce rôle et qu'il est le plus mauvais choix pour ce personnage.
En décembre 2012, Myst a été ajouté à une exposition sur les jeux vidéo au Musée d'art moderne (MoMA) de New-York.

## Points de vue
Rand Miller part du principe que la base de toute religion est la famille, ce qui implique que ses jeux ne présentent aucun contenu violent ou à connotation sexuelle. L'expérience vécue par le joueur doit être aussi riche que possible tout en le dépaysant au maximum.
En termes d'interactivité, Myst mobilise yeux et ouïe comme peu d'autres jeux, car au lieu de rapidité et d'efficience, c'est attention et concentration qu'il faudra mobiliser. Les Miller aiment parler de leurs créations non en tant que jeu mais davantage comme des « univers immersifs » dans lesquels le joueur doit se plonger entièrement et agir comme s'il s'y trouvait véritablement.
De plus, les parcours dans un épisode de Myst, hormis les aspects de logique et de réflexion, appellent à des choix éthiques, en relation avec les comportements des personnages rencontrés (particulièrement dans Myst 1, Revelation et End of Ages).
Miller y a-t-il pensé ? On retrouve dans la manière dont fonctionnent les mondes, entre autres, des éléments de géobiologie[pas clair] (éléments, énergies, couleurs, sons…), de physique, et la question philosophique de l'identification au Créateur, et des risques pris lorsqu'on a un tel orgueil…
Humaniste, Myst confronte le joueur à des choix, qui vont orienter son aventure. En général, les choix les plus prétentieux et irréfléchis amènent le joueur à échouer dans sa « mission », voire à se retrouver « définitivement » emprisonné dans un monde.

## Le Projet Uru
Durant les 7 ans qu'a demandé le développement du jeu Uru, Miller s'est intéressé à l'univers toujours en évolution qu'est internet pour garder un contact avec ses fans, mais il a aussi tenté un pari risqué. Dans une interview avant la sortie de Uru, il a souligné l'importance de la croissance potentielle du marché que représentait l'émergence des connexions haut-débit, suivant ainsi l'optimisme général et espérant par là même que Uru Live, la version multijoueur serait la partie essentielle du jeu proprement dit. Il a toujours gardé à l'esprit que le Live serait une zone de jeu en constante mutation dont les centaines de joueurs s'approprieraient et ne cesseraient d'explorer les fréquentes extensions.
C'est pourquoi la personne la plus choquée par la fermeture de Uru Live fut sans conteste Rand Miller lui-même, comme peut en témoigner sa lettre à la communauté écrite pour tenter d'expliquer les raisons de la fermeture de Uru Live pour un certain temps qui fut considéré comme définitif pour beaucoup, Rand Miller le premier.
Mais contre toute attente, la communauté ayant participé à Uru Live ne voulut pas abandonner Uru, développant indépendamment de Cyan sur des serveurs non officiels son propre mode online, nommé Until Uru. Cette initiative permit à Uru de continuer à exister.
Le 14 février 2006, Rand Miller annonçait sur le site d'Until Uru qu'un véritable serveur officiel a été ouvert à cette communauté, signe qu'un retour du véritable Uru Live n'est plus impossible. Le projet Uru, à nouveau soutenu par des donations non négligeables, pourrait ainsi connaître un nouveau départ.

### Interviews
- une interview de WorldVillage.com à propos de Myst
- interview de Imaginarium à la sortie de Riven
- interview de Adrenaline Vault à propos de Mudpie qui deviendra Uru
- interview de Tiscali UK sur la sortie de Uru
- interview de JustAdventure sur la sorte de Uru
- Ubisoft / session de chat publique de MystWorlds.com au lancement du Live

### Autre
- (en) Blog officiel
- Ressources relatives à la littérature :   - Internet Speculative Fiction Database
  - NooSFere
- Ressources relatives aux beaux-arts :   - Museum of Modern Art
  - Union List of Artist Names
- Ressource relative à la musique :   - MusicBrainz
- Ressource relative à l'audiovisuel :   - IMDb
- Notices d'autorité :   - VIAF
  - ISNI
  - BnF (données)
  - IdRef
  - LCCN
  - Japon
  - CiNii
  - Pays-Bas
  - Pologne
  - Israël
  - NUKAT
  - Grèce
  - WorldCat